# أكالا

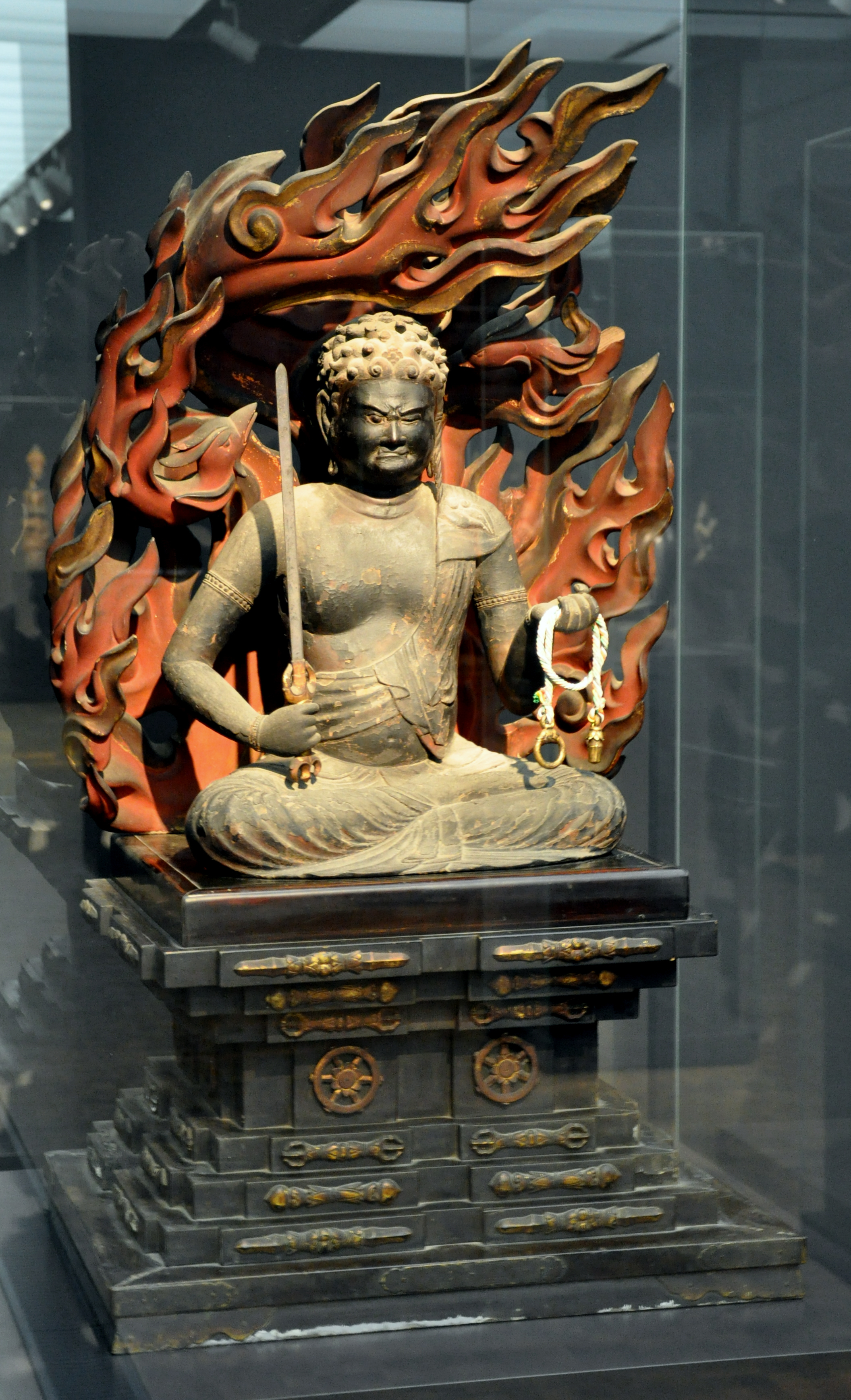
تمثال ياباني من القرن الثاني عشر لأكالا، موجود حالياً في متحف ريتبرغ في زيورخ

أكالا (بالسنسكريتية: अचल)‏ أو أتشالا ومعنى اسمه الثابت، هو أحد ملوك الحكمة الخمسة في الفاجرايانا البوذية وفي بوذية شرق آسيا. في الأساطير اليابانية عرف بامتلاكه سيفَ الحكمةِ الذي يشع منه لهيب النار.